# آخرین رقص (مینی‌سریال)
آخرین رقص (به انگلیسی: The Last Dance) یک مستند تلویزیونی محصول سال ۲۰۲۰ آمریکا می‌باشد. این مینی‌سریال در ۱ فصل و 10 قسمت پخش شده‌است و داستان تلاش مایکل جردن و سایر بازکنان تیم شیکاگو بولز برای ششمین قهرمانی در اتحادیه ملی بسکتبال (NBA) است. مجموعه‌ای که شامل تصاویری از فصل ۹۸–۱۹۹۷ ان‌بی‌اِی است که تا به حال دیده نشده‌است.

## بازیگران سریال
- مایکل جردن
- اسکاتی پیپن
- دنیس رادمن
- فیل جکسون
- تونی کوکوچ
- Jerry Krause
- Jerry Reinsdorf
- دیوید استرن
- Rod Thorn
- سیدنی مانکریف
- جو کلاین
- Bill Wennington
- Luc Longley
- استیو کر
- Ron Harper
- باراک اوباما
- Mo Meyer
- بیل کلینتون
- J. A. Adande
- Michael Wilbon
- David Aldridge
- پاتریک اوینگ
- لری برد
- مجیک جانسون
- آیزیاه توماس
- چارلز بارکلی
- John Paxson
- Horace Grant
- Jud Buechler
- جان سلی
- کارمن الکترا
- Scott Burrell
- B. J. Armstrong
- Will Perdue
- کوبی برایانت
- جاستین تیمبرلیک
- ناز (خواننده)
- داگ کالینز (بازیکن بسکتبال)
- Sam Smith
- Deloris Jordan
- Glenn Rice
- رجی میلر
- Joe O'Neil
- گری پیتون
- Todd Boyd
- Ahmad Rashad
- Tim Halland
- Melissa Issacson
- پت رایلی
- کارل مالون
- Rick Telander
- David Falk
- Adam Silver
- باب کاستا